# 田淵実夫
田淵 実夫（たぶち じつお、1909年1月25日 - 1991年3月8日）は、日本の俳人、政治家、民俗学者。

## 経歴
俳号・十風子。広島県三次市生まれ。関西大学卒、京都大学大学院言語学専攻博士課程満期退学。中学、高校、大学教師ののち、1947年、第23回衆議院議員総選挙に旧広島3区から日本社会党公認で出馬し初当選。1949年、落選。広島市立図書館長。広島市文化センター管理者。比治山女子短期大学教授、広島女学院大学教授。広島方言、石垣などを研究した。

## 著書
- 『ちちしろ水 なつかしの動物民俗記』学友館図書 1952
- 『日本の石垣』朝日テレビニュース社出版部 1967
- 『石垣 ものと人間の文化史』法政大学出版局 1975
- 『広島の方言とその語源』鼎出版社 1977
- 『筆 ものと人間の文化史』法政大学出版局 1978
- 『動物風土記』全3巻 小峰書店 こみねライブラリー 1979-81
- 『いるかの海あびどりの海』村上勉絵 小峰書店 民話のえほん 1980
- 『天牛水馬 句集』田淵十風子 東京美術 1982
- 『瓢箪花咲く 俳諧風土』田淵十風子 牧羊社 1984
- 『古里かなし』田淵十風子 牧羊社 現代俳句選集 1985

### 共著編
- 『写真集明治大正昭和広島 ふるさとの想い出200』編 国書刊行会 1981
- 『日本の技 8 山陽・四国潮の技 山陽・瀬戸内・四国』平川林木共編集 集英社 1983

## 論文
- Cinii